# Калгарський Тауер
Ка́лгарський Та́уер (англ. Calgary Tower), раніше: Гáскі Та́уер (англ. Husky Tower) — оглядова вежа і туристичний об'єкт висотою 191 метри у центрі міста Калгарі, провінція Альберта, Канада. 
- Ціна конструкції: $3 500 000 канадських долярів у році 1967.
- Вага: приблизно  10 900 метричних тонн, 60 % під землею.

В р. 1971 переіменовував вежа  «Калгарська Вежа».
Башта була найвищою будівлею у Калгарі впродовж 16 років (з 1968 по 1974) до спорудження хмарочосу "Вежі(англ. "Suncor Energy"») (раніш: «Центр „Петро-Канада“ — Західна Вежа»(англ. Centre Petro-Canada Centre West Tower). Зі закінченням будівництва в 2012 «Хмарочоса „Боу“» стала найвищою будівлею в місті Калгарі.
Вежа визначається у панорамі Калгарі. Щорічно її відвідують більше півмільйона туристів.

## Джерело і посилання

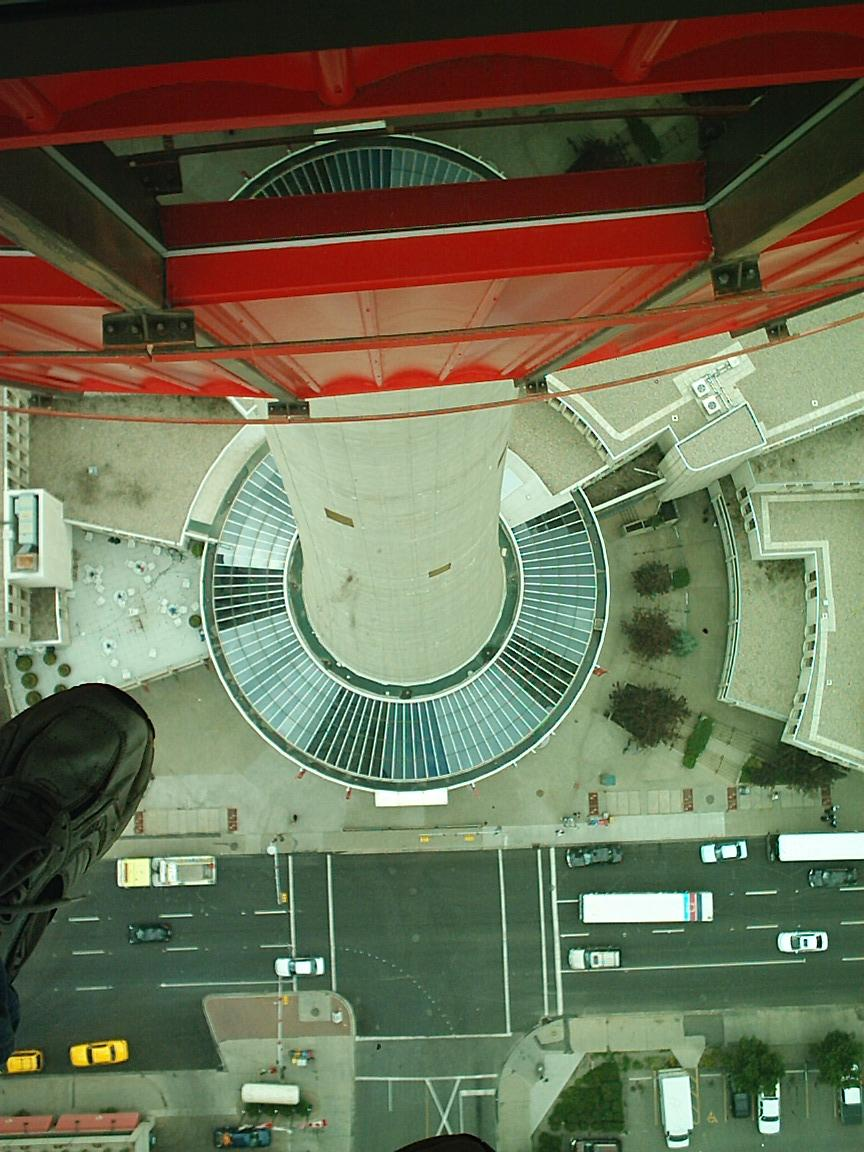
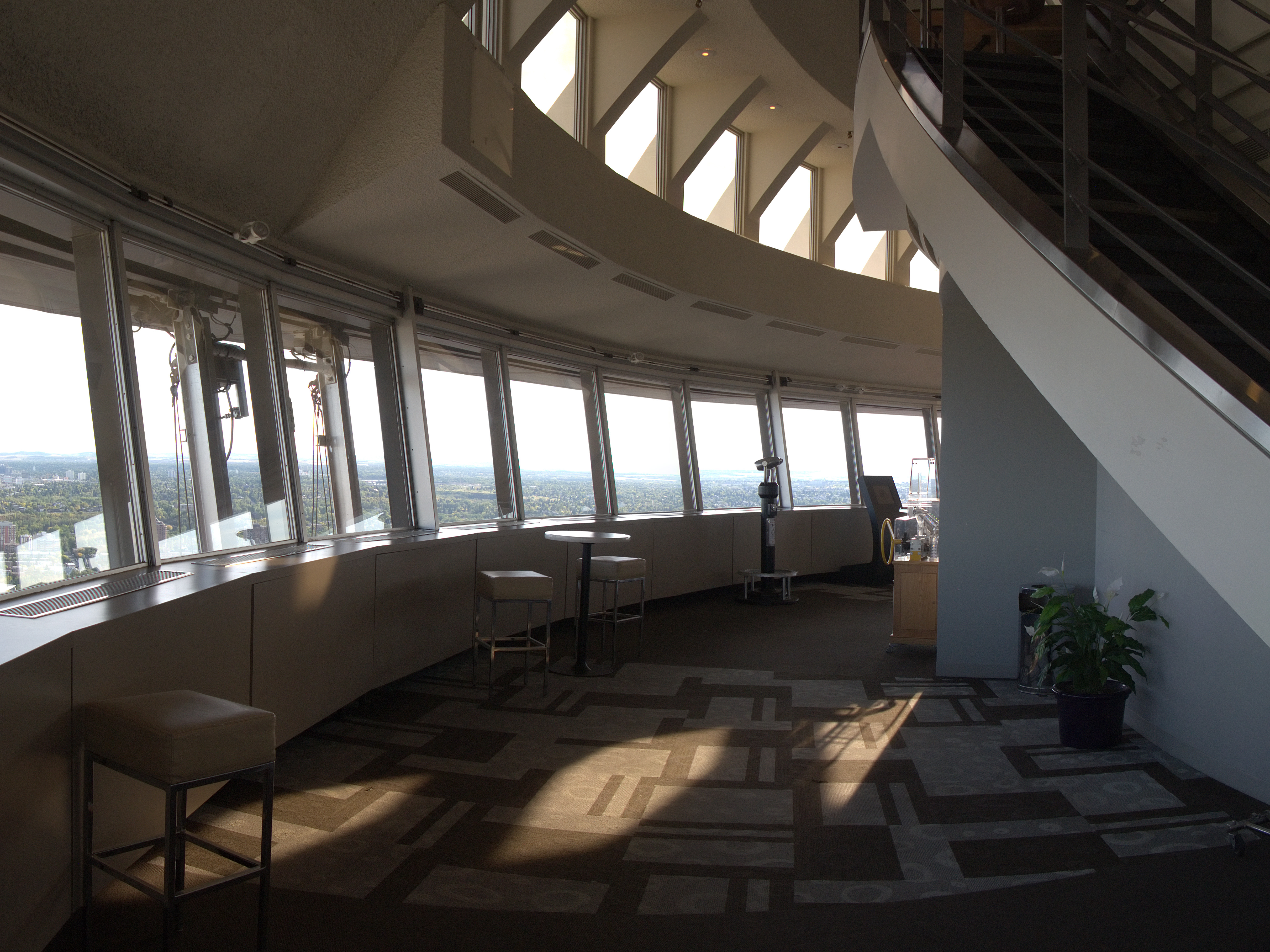
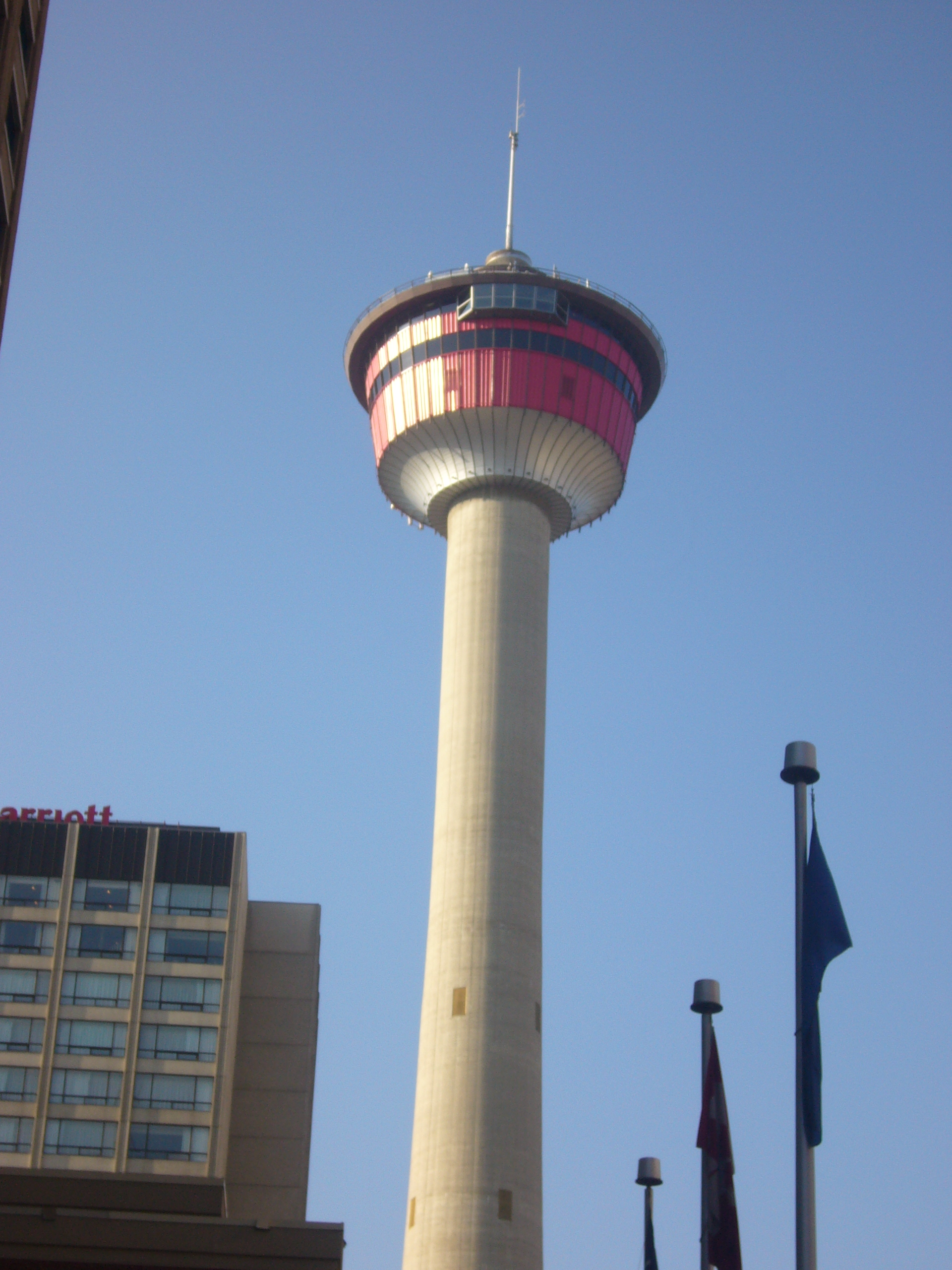

- Калгарська Вежа Офіційний сайт [Архівовано 24 травня 2012 у Wayback Machine.](англ.)
- Туризм Калгарі [Архівовано 12 травня 2012 у Wayback Machine.](англ.)
- Відео [Архівовано 14 липня 2015 у Wayback Machine.](англ.)